# Oberlandesgericht Halle
Das Oberlandesgericht Halle mit Sitz in Halle (Saale) bestand als Nachfolger des Oberlandesgerichts Naumburg von 1946 bis 1952.

## Geschichte
Mit dem Inkrafttreten der Reichsjustizgesetze am 1. Oktober 1879 umfasste der Sprengel des aus dem Appellationsgericht Naumburg  hervorgegangenen Oberlandesgerichts Naumburg die Landgerichte Dessau, Erfurt, Halberstadt, Halle, Magdeburg, Naumburg, Nordhausen, Stendal und Torgau.
Am 12. April 1945 beendete das Oberlandesgericht Naumburg seine Tätigkeit aufgrund des Einrückens amerikanischer Truppen. Die SMAD beschlagnahmte das Gebäude des Oberlandesgerichts in Naumburg und richtete dort ihre Kommandantur ein. Im Frühjahr 1946 wurde das Oberlandesgericht nach Halle verlegt. Dort tagte es zunächst  im Gebäude des dortigen Landgerichts und danach in den Räumen des Oberbergamtes.
Zum 31. August 1952 wurde das Oberlandesgericht Halle aufgehoben, da in der DDR im Zusammenhang mit der Abschaffung der Länder Bezirksgerichte je Bezirk eingerichtet wurden. In dem Oberlandesgerichtsbezirk wurden drei Bezirksgerichte (Erfurt, Halle und Magdeburg) errichtet.
Nach der Wende wurde  das Oberlandesgericht wieder in Naumburg (Saale) eingerichtet.